# Luis, de Portugees
Luis, de Portugees is een stripalbum dat voor het eerst is uitgegeven in september 1996 met Jean-Philippe Stassen als schrijver en tekenaar en Yves Amateis als grafisch ontwerper. Deze uitgave werd uitgegeven door Dupuis in de collectie vrije vlucht.
Net als zijn vorige strip, Brieven uit de bar, gaat deze strip over het lot van ontwortelde migranten in Europa en hun moeilijkheden.